# تبهکاران (فیلم ۱۹۵۰)
تبهکاران (ایتالیایی: I fuorilegge) یک فیلم درام جنایی ایتالیایی است که در سال ۱۹۵۰ منتشر شد.

## بازیگران
- ویتوریو گاسمن
- ماریا گراتسیا فرانچا
- اومبرتو اسپادارو
- جووانا گالتی
- تینو بواتسلی
- ویرجینیا بالیستریری
- آتیلیو دوتزیو
- لئوناردو د میتری
- اِرمانو راندی